# Варданян, Мартин Семёнович
Мартин (Мартын) Семёнович Варданян (арм. Մարտին Վարդանյան; 6 октября 1900, Александрополь — 23 октября 1991, Москва) — советский химик, один из организаторов производства пластмассы в СССР. Заслуженный химик СССР (1980).

## Биография
Учился в Ленинградском политехническом институте (окончил в 1929 году).
После учёбы работал технологом на заводе «Красный треугольник». В 1932—1940 годах — сотрудник Ленинградского научно-исследовательского института «ПЛАСТМАСС», возглавлял антикоррозийное бюро.
Принимал участие в строительстве завода синтетических каучуков «Главкаучук» в Ереване (в 1937—1938 году руководил созданием там антикоррозийного цеха). В середине 1930-х годов внёс предложение о строительстве рядом с каучуковым заводом предприятия по производству винилацетата (из-за войны строительство было отложено, и завод «Поливинилацетат» был построен только в 1960-е годы).
В 1938—1939 годах одновременно преподавал в Ереванском государственном университете, был деканом химического факультета.
В 1940—1941 годах возглавлял отдел Главхимпласта Наркомхимпрома СССР.
В 1941 году был назначен заместителем главного инженера Кусковского химического завода. В том же году на базе Кусковского завода началось строительство завода-дублёра в Новосибирске, и Варданян стал главным инженером строительства. После того как к обязанностям директора Новосибирского завода приступил В. А. Лихачёв, Варданян стал его заместителем по общим вопросам.
В 1945—1973 годах — директор Кусковского химического завода. В 1982 году выпустил книгу воспоминаний о руководстве заводом «Люди и полимеры».
Также известен как коллекционер предметов искусства (вместе с супругой Н. С. Лисициан).
Дружил с министром химической промышленности СССР Л. А. Костандовым, оставил о нём воспоминания.

## Семья
Супруга — танцовщица и учёный-экономист Назели Степановна Лисициан.